# Sırasöğüt, Şahinbey
Sırasöğüt là một xã thuộc huyện Şahinbey, tỉnh Gaziantep, Thổ Nhĩ Kỳ. Dân số thời điểm năm 2011 là 663 người.